# 398 км (зупинний пункт)
398 кіломе́тр — пасажирський зупинний пункт Лиманської дирекції Донецької залізниці на неелектрифікованій лінії Комиш-Зоря — Волноваха між станціями Хлібодарівка (4 км) та Зачатівська (14 км). Розташована поблизу села Новомиколаївка Волноваського району Донецької області.

## Пасажирське сполучення
До повномасштабного російського вторгнення в Україну (з 2022) на Платформі 398 км зупинялися приміські поїзди сполученням Комиш-Зоря — Волноваха.